# 政治科学年度评论
《政治科学年度评论》（Annual Review of Political Science）是一份1998年起发行的同行评审学术期刊，由Annual Reviews出版。该期刊每年出版1次，内容为对政治学研究重要进展的综述。据2019年发布的期刊引证报告指，《政治科学年度评论》的影响因子为4.000，在180份政治科学类的期刊排名第8位。

## 资料来源
1. ↑  . Annual Reviews.   [2021-03-04]. （原始内容存档于2021-03-11）.

## 外部连结
- 官方网站